# St. Paulinus (Lauterbach)

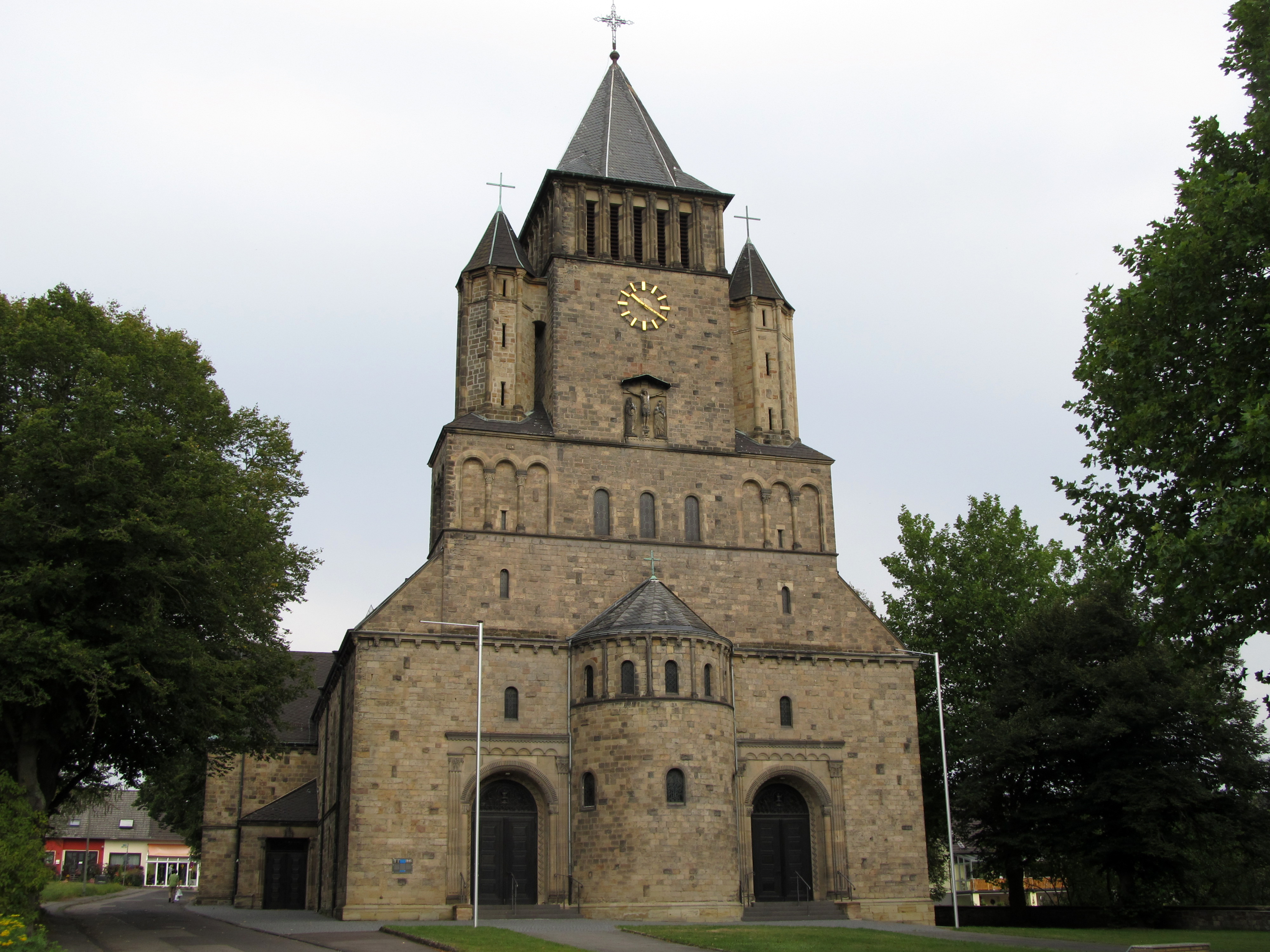
Die Pfarrkirche St. Paulinus im Völklinger Stadtteil Lauterbach

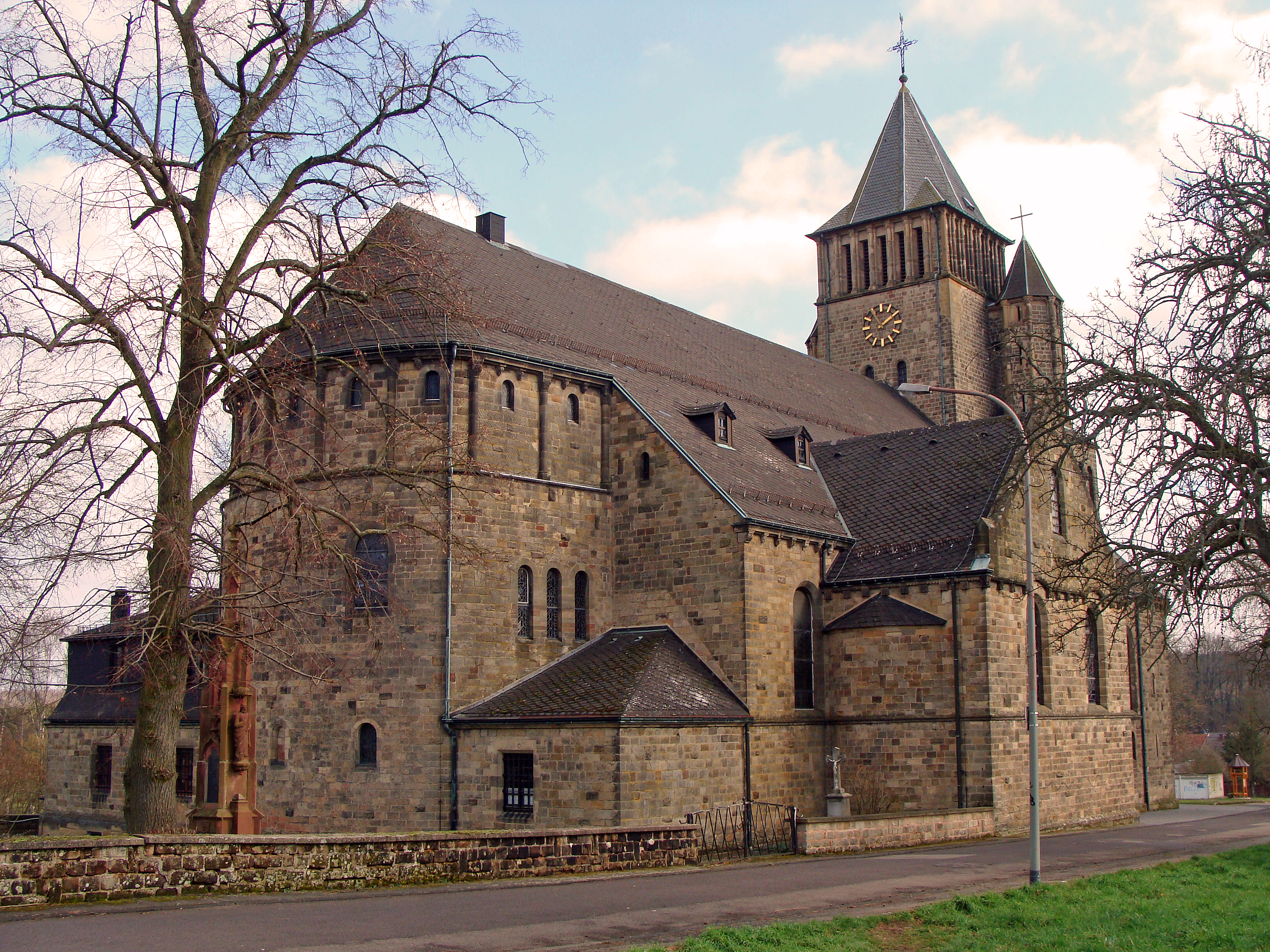
Weitere Ansicht der Kirche

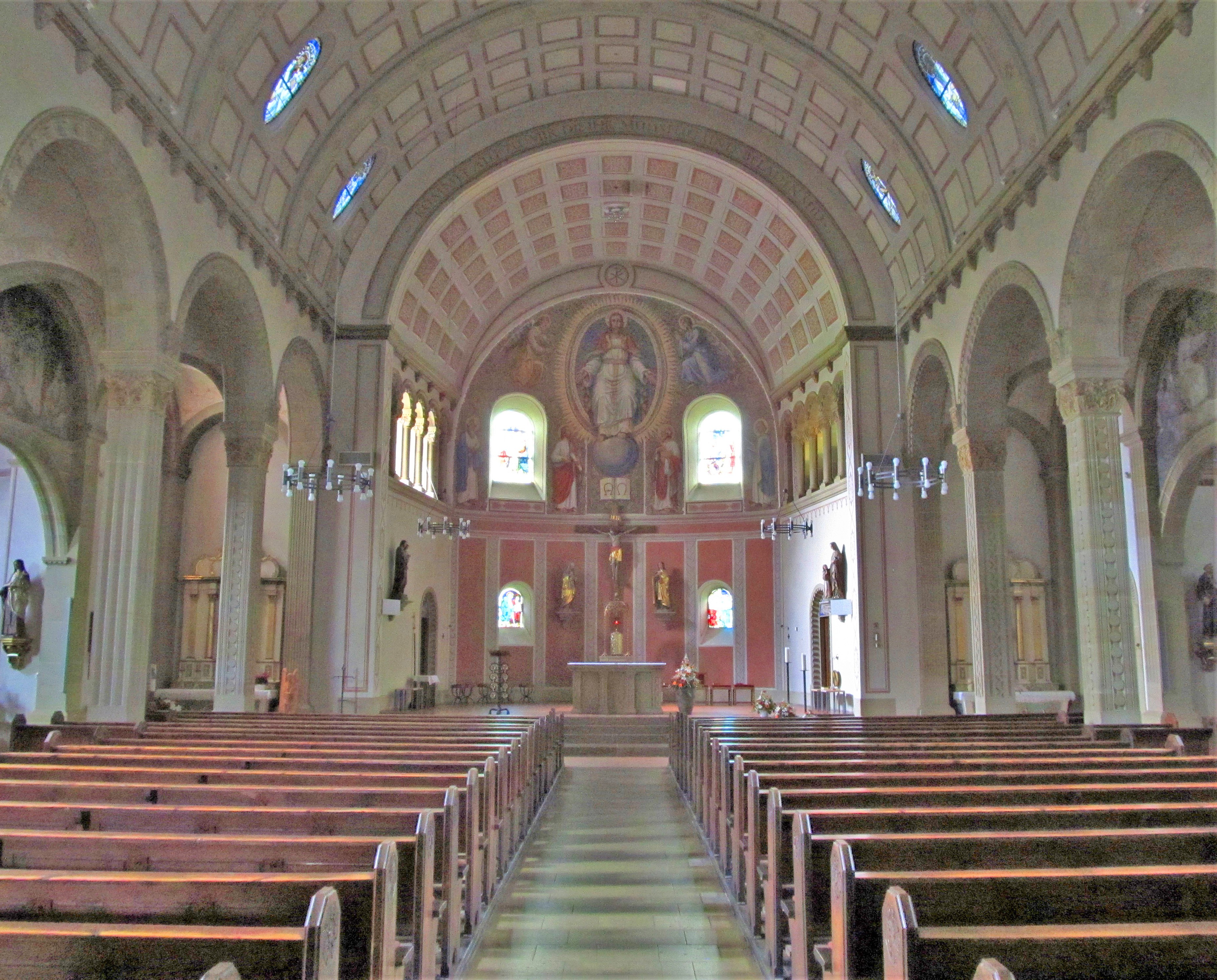
Blick ins Innere der Kirche

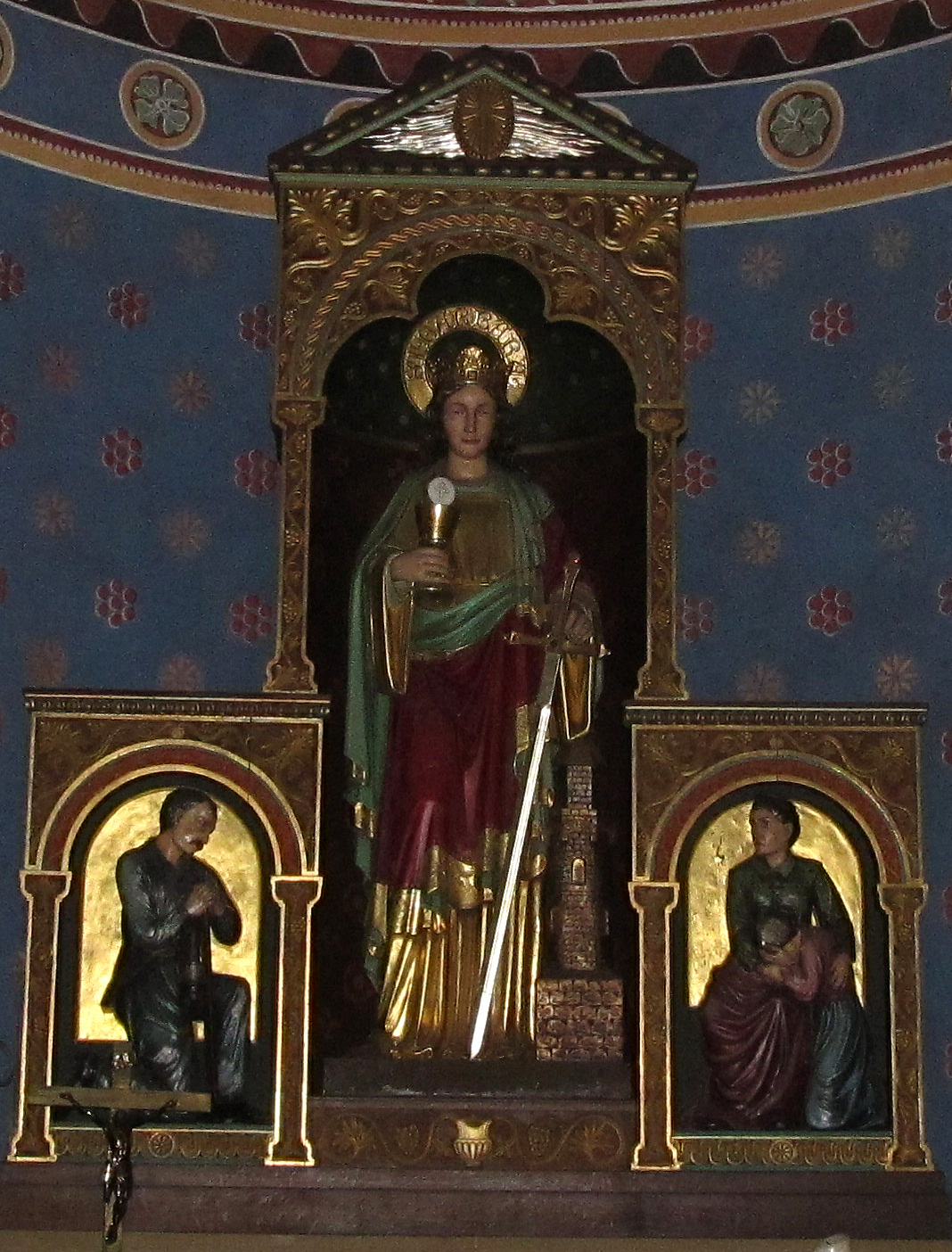
Statue der Hl. Barbara

Die Kirche St. Paulinus ist eine katholische Pfarrkirche in Lauterbach, einem Stadtteil von Völklingen im Saarland. Das Gotteshaus wird auch „Warndtdom“ genannt. Kirchenpatron ist der heilige Paulinus. In der Denkmalliste des Saarlandes ist die Kirche als Einzeldenkmal aufgeführt.

## Geschichte
Bevor Lauterbach 1860 seine erste Kirche bekam, gehörte der Ort nach seiner Gründung im Jahr 1707 als Filiale zu Nachbarpfarreien. Bis 1802 zur Pfarrei im lothringischen Kreuzwald, dann bis 1852 zur Pfarrei Emmersweiler. Durch das starke Bevölkerungswachstum Ende des 19. und zu Beginn des 20. Jahrhunderts wurde die 1860 errichtete Kirche zu klein, sodass der Bau eines größeren Gotteshauses erforderlich war. Am 2. Juli 1911 erfolgte die Grundsteinlegung für das neue Kirchengebäude. Erbaut wurde die Kirche nach Plänen des Architekten Peter Marx (Trier). Für die Ausführung der Bauarbeiten zeichnete zuerst der Bauunternehmer Michel Bour (Ludweiler), später Johann Schneider (Ludweiler) verantwortlich. Die Baukosten betrugen knapp 200 000 Mark. Am 1. September 1912 wurde die fertiggestellte Kirche benediziert. Die Konsekration durch den damaligen Trier Bischof Michael Felix Korum erfolgte aber erst am 22. Mai 1919.
In den Jahren 1949 bis 1951 wurde die Kirche einer Restaurierung unterzogen. 1956 erhielt das Gotteshaus eine neue Turmuhr. 1976 erfolgten Umbau- und Restaurierungsmaßnahmen, die den Altarraum und die Wandmalereien betrafen. Letztere wurde nach ihrer Übermalung in den 1950er und 1960er Jahren wieder freigelegt. Eine weitere Restaurierung fand 1996 statt.

## Architektur

Architektonische Vorbilder der Fassade von St. Paulinus
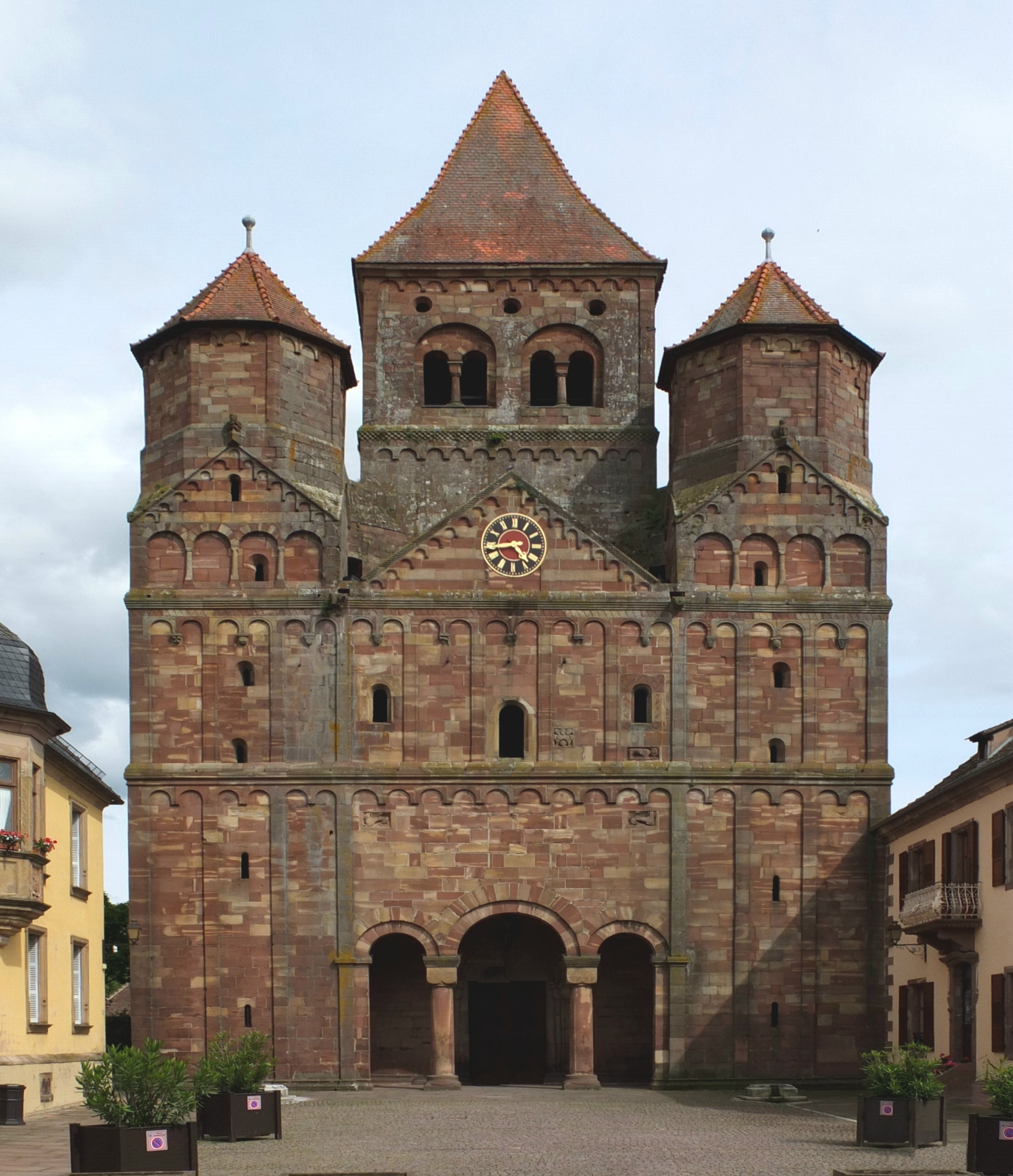
Ehemalige Benediktinerabteikirche in Maursmünster
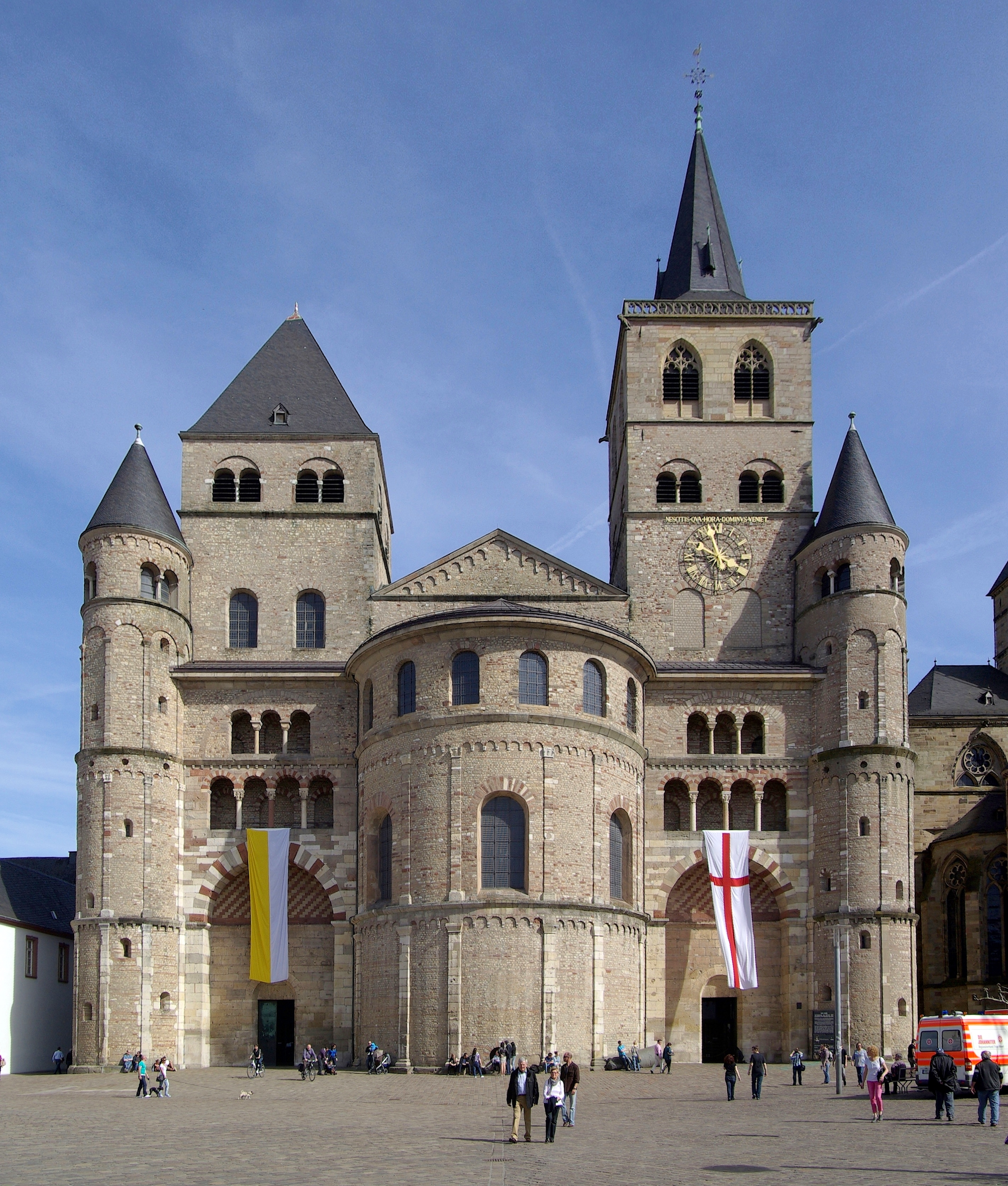
Westfassade des Trierer Domes
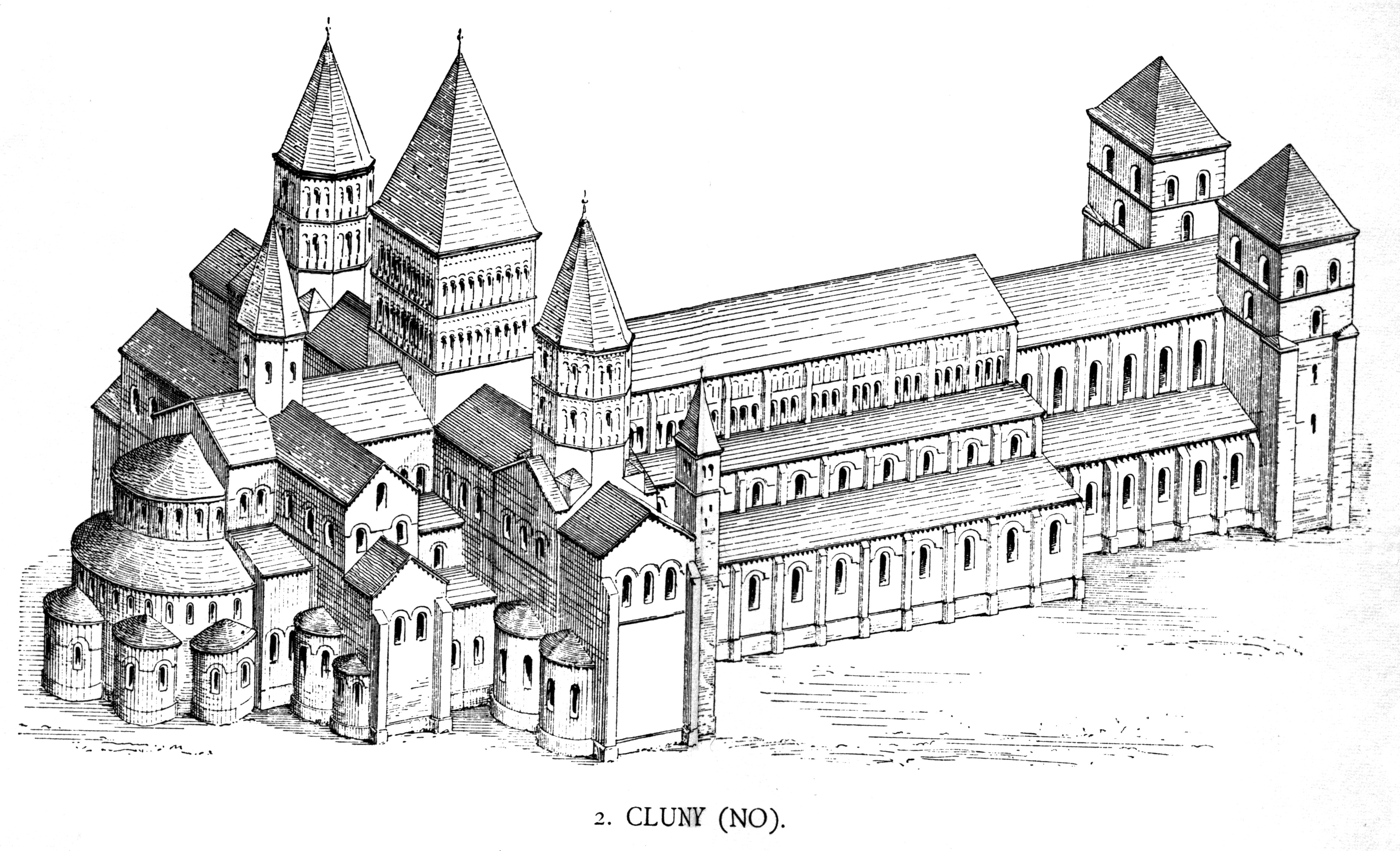
Rekonstruktion der Klosterkirche von Cluny nach Georg Dehio und Gustav von Bezold

Das Kirchengebäude wurde im Stil des Historismus errichtet, der u. a. durch Rückgriffe auf ältere Stilrichtungen und einen Stilpluralismus gekennzeichnet ist. Hat der Außenbau einen klar romanischen Charakter, der sich v. a. in der mittelalterlich-wehrhaften Vorderseite zeigt, die eine Reminiszenz an das romanische Westwerk darstellt, so ist im Inneren des Gotteshauses eine Vielzahl von Architekturstilen zu finden. Im Gegensatz zu der in der Romanik üblichen Gliederung des Raumes in deutlich erkennbare Joche, dominiert bei St. Paulinus ein raumgreifendes Mittelschiff mit schmalen Seitenschiffen. Das breite, langgestreckte und kassettierte Tonnengewölbe verleiht der Kirche den Charakter einer Halle.
Bei der Gestaltung der Turmfassade zitierte Architekt Peter Marx hinsichtlich der Positionierung der drei Türme die romanische Fassade der ehemaligen Benediktinerabtei in Maursmünster im Elsass, hinsichtlich der Positionierung der Portale und der Westapsis die Fassade des Trierer Domes.
Bezüglich der Gestaltung des dreiteiligen Tumbaues mit seiner Fensterreihung könnte Peter Marx auch von dem Rekonstruktionsversuch der Architektur des Vierungsturmes und der beiden Querschifftürme der Abteikirche Cluny III aus dem 11. Jahrhundert, dem damals größten Sakralbau der Christenheit, inspiriert worden sein.

## Das Innere der Kirche
Sehenswert im Inneren der Kirche sind die Wandmalereien. Sie wurden 1922 bis 1923 von den Kirchenmalern Kiesgen (Speyer) und Kaufmann (München) mit Kaseinfarben gemalt und zeigen im Chor Christus als Weltenrichter und auf den Sargwänden des Querschiffs 4 Szenen, die nach Lebensalter und Berufen gruppiert die Mitglieder der Kirchengemeinschaft versinnbildlichen. 1949–51 erstellte Kirchenmaler Josef Held (Düsseldorf) eine neue Farbfassung, wobei aber die Malereien von Kiesgen und Kaufmann erhalten blieben. Die Bildhauerarbeiten stammen von L. Hack (Trier). Die Kirchenfenster wurden 1912 von der Firma Binsfeld (Trier) gefertigt und nach dem Zweiten Weltkrieg restauriert. Zwei Fenster im linken Querschiff wurden im Krieg allerdings so stark beschädigt, dass eine Neugestaltung erforderlich war.
Zur Ausstattung der Kirche gehören zwei barocke Seitenaltäre aus dem späten 18. Jahrhundert (Marienaltar, Mauritiusaltar), ein Taufstein aus dem späten 18. Jahrhundert, eine Statue des Kirchenpatrons St. Paulinus von 1949 im linken Seitenschiff, eine Fatima-Statue von 1949, ein Kreuzweg aus 14 Ölgemälden in den Querschiffen, Malereien in den Seitenkapellen, die 1996 restauriert wurden, sowie gotische Beichtstühle in den Seitenschiffen.
Teil der Kirche ist auch eine Kapelle der heiligen Barbara im rechten Querschiff und eine Gedächtniskapelle für die Opfer der beiden Weltkriege mit Fresken aus dem Leben Jesu und einer Statue der schmerzhaften Muttergottes.
Außen in die Turmfront eingelassen, befindet sich eine Kreuzigungsgruppe in Hochrelief.

## Glocken
Im Jahr 1914 verkaufte die Gemeinde Lauterbach der Pfarrei Spittel (heute L’Hôpital) zwei Glocken (300 kg und 150 kg). Beide sollten der neuen St. Barbarakirche im Stadtteil Aspenhübel (heute Bois-Richard) dienen. 1917, im Ersten Weltkrieg, musste die größte Glocke abgegeben werden.
Im Jahr 1912 bekam St. Paulinus ihr erstes Geläut. Es bestand aus vier Glocken und hatte das Motiv c, es, f und g. Gegossen wurde es von der Firma Franz Schilling & Söhne (Apolda/Thüringen). Im Ersten Weltkrieg mussten die drei größten Glocken für Kriegszwecke abgegeben werden. 1923 wurde die verbliebene Glocke um zwei neue ergänzt, die von der Firma Mabilon-Hausen (Saarburg) gegossen wurden. Die Schlagtöne waren g,a und h. Das dritte, aktuelle Geläut wurde 1951 von der Glockengießerei Paccard (Annecy/Frankreich) gegossen.
| Nr. | Name              | Ton | Durchmesser (cm) | Inschrift |
| 1   | Paulinusglocke    | c′  | 152              | „Heiliger Paulinus, Schützer und Vorbild der Pfarrangehörigen, bewirke durch Deine mächtige Fürsprache bei Gott, dass Du in unseren Herzen das Verlangen nach dem Himmel weckst.“ |
| 2   | Marienglocke      | e′  | 121              | „In den Himmel aufgefahrene Königin zeige uns Dein makelloses Leben, bereite uns einen sicheren Weg, damit wir, wenn wir Jesus sehen, uns immer freuen können“                    |
| 3   | Herz-Jesu-Glocke  | g′  | 101              | „Herz Jesu, für diejenigen besonders reich, die Dich anrufen, erbarme Dich unser.“                                                                                                |
| 4   | Schutzengelglocke | a′  | 90               | „Heilige Engel und Erzengel, bittet für uns.“ |

## Orgel

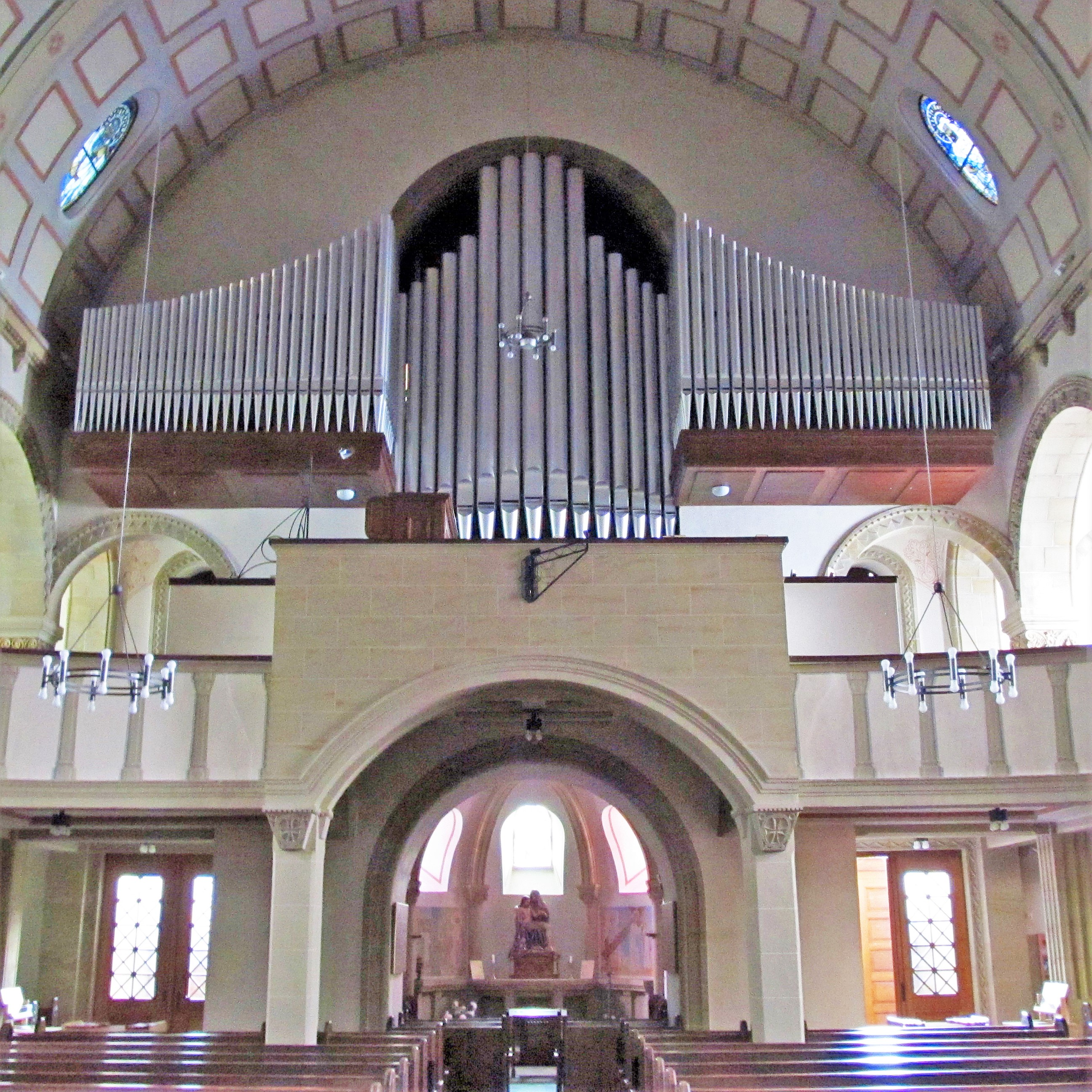
Blick zur Orgelempore

Die Orgel der Kirche wurde 1931 von der Firma Gebr. Späth Orgelbau (Mengen) als opus 404 erbaut und am 26. Juli 1931 feierlich eingesegnet. Das Instrument verfügt über 37 Register, verteilt auf 3 Manuale und Pedal, sowie elektrische Kegelladen. Aufgestellt ist die Orgel auf einer Empore.
| I Hauptwerk C–g3 |               |        |
| 01.              | Quintatön     | 16′    |
| 02.              | Principal     | 08′    |
| 03.              | Portunalflöte | 08′    |
| 04.              | Gemshorn      | 08′    |
| 05.              | Dulciana      | 08′    |
| 06.              | Praestant     | 04′    |
| 07.              | Rohrflöte     | 04′    |
| 08.              | Schwiegel     | 02′    |
| 09.              | Nazard        | 02 ⁄3′ |
| 10.              | Mixtur III-IV |        |
| 11.              | Trompete      | 08′    |

| II Manual C–g3 |                 |       |
| 12.            | Hornprinzipal 0 | 8′    |
| 13.            | Rohrflöte       | 8′    |
| 14.            | Quintatön       | 8′    |
| 15.            | Salicional      | 8′    |
| 16.            | Oktave          | 4′    |
| 17.            | Zartflöte       | 4′    |
| 18.            | Klosterflöte    | 2′    |
| 19.            | Quint           | 2 ⁄3′ |
| 20.            | Cornet III-IV   |       |
| 21.            | Oboe            | 8′    |
|                | Tremolo         |       |

| III Schwellwerk C–g3 |                |     |
| 22.                  | Stillgedeckt   | 16′ |
| 23.                  | Konzertflöte   | 08′ |
| 24.                  | Nachthorn      | 08′ |
| 25.                  | Aeoline        | 08′ |
| 26.                  | Vox coelestis  | 08′ |
| 27.                  | Prinzipal      | 04′ |
| 28.                  | Blockflöte     | 02′ |
| 29.                  | Sesquialter II |     |
| 30.                  | Krummhorn      | 08′ |
|                      | Tremolo        |     |

| Pedal |                 |         |
| 31.   | Prinzipalbass 0 | 16′     |
| 32.   | Subbass         | 16′     |
|       | Zartbass        | 16′     |
| 33.   | Quintbass       | 10 2⁄3′ |
| 34.   | Oktavbass       | 08′     |
| 35.   | Flötenbass      | 08′     |
| 36.   | Choralbass      | 04′     |
| 37.   | Posaune         | 16′     |

- Koppeln: II/I, III/I, III/II, I/P, II/P, III/P
- Spielhilfen: zwei freie Kombinationen, Tutti, Forte, Mezzoforte, Piano, Zungen ab
- Anmerkung

1. ↑  Windabschwächung von Nr. 32.